# التجاني الماحي
التجاني الماحي (1 أبريل 1911 - 8 يناير 1970)، طبيب نفسي ورائد الطب النفسي في إفريقيا والرئيس الانتقالي للسودان بعد ثورة أكتوبر 1964 م، ولد في مدينة الكوة في ولاية النيل الأبيض.
يعتبر من مؤسسي جمعية الطب النفسي الأفريقية. ويعتبر أبو الطب النفسي الأفريقي. وله دراسات رائدة حول السحر والزآر وغيرها وعلاقتها بالصحة النفسية. في بحوثه حول الثقافة الأفريقية كان يدرس الآثار والحضارات الأفريقية القديمة وله معرفة باللغة الهيروغليفية. أطلق اسمه على أول مستشفى ينشأ للصحة النفسية والعصبية في السودان وقد أقيم بأم درمان مستشفى التجاني الماحي.

## حياته
تخرج في مدرسة كتشنر الطبية في 1935، وهي واحدة من المدارس التي شكلت كلية غردون التذكارية آنذاك، ثم تحولت كلية غردون إلى كلية الخرطوم الجامعية حتى العام 1951 وفي عام 1956أصبحت جامعة الخرطوم الآن.
حصل على دبلوم عالي في الطب النفسي من إنجلترا في يوليو 1949 م، كأول سوداني وأول أفريقي يتخصص في الطب النفسي.

### الحياة العملية
انضم للخدمة الطبية السودانية وعمل في أم درمان، الخرطوم، وادي حلفا وكوستي. بعد عودته أنشأ عيادة للأمراض العصبية بالخرطوم بحري. إضافة لذلك فقد اهتم بالخدمات الريفية. عمل في الفترة ما بين 1959 إلى 1969 كمستشار إقليمي في منظمة الصحة العالمية حول الصحة النفسية. بعد ثورة 21 أكتوبر 1964م أختير كعضو ورئيس بالتناوب في مجلس رأس الدولة. شغل منصب رئيس المجلس وبالتالي رأس الدولة في 1965 م.